# 정은궐
정은궐은 대한민국의 소설가이다. 《그녀의 맞선 보고서》로 데뷔하였고 대표작으로 《성균관 유생들의 나날》을 비롯한 《해를 품은 달》, 《홍천기》등이 있다.

## 관련 지식
- 로맨스 전문 사이트 로망띠끄의 연재 작가 출신이나 현재는 연재를 하지 않고 바로 출간을 하고 있다.
- 전자책은 그동안 출간하고 있지 않다가 2016년 5월 리디북스에서 《성균관 유생들의 나날》을 단독 출간하였다.

## 작품
| 제목                       | 년도             | 출판사                      | 권수 | 비고                                                                       |
| -------------------------- | ---------------- | --------------------------- | ---- | -------------------------------------------------------------------------- |
| 《그녀의 맞선 보고서》     | 2004             | 마음자리                    | 2권  | 필명 '블루플라워'                                                          |
| 《해를 품은 달》           | 2005 2011 개정판 | 캐럿북스(시공사) 파란미디어 | 2권  | MBC 수목드라마 《해를 품은 달》의 원작 (2012년 상반기 방영작)              |
| 《성균관 유생들의 나날》   | 2007 2009 개정판 | 파란미디어                  | 2권  | KBS 2TV 월화드라마 《성균관 스캔들》의 원작 (2010년 하반기 방영작)         |
| 《규장각 각신들의 나날》   | 2009             | 파란미디어                  | 2권  |                                                                            |
| 《홍천기》                 | 2016             | 파란미디어                  | 2권  | SBS 월화드라마 《홍천기》의 원작 (2021년 하반기 방영작 - 사전 제작 드라마) |
| 《영원의 사자들》          | 2020             | 파란미디어                  | 2권  |                                                                            |
| 《제왕을 꿈꾸는 신데렐라》 | 미정             | 그 외 목록들 등             |      |                                                                            |

## 여담
- 김민서는 정은궐 원작 드라마(성균관 스캔들, 해를 품은 달)에서 2번 모두 서브 여주인공 역을 맡았다.
- 조성하는 정은궐 원작 드라마(성균관 스캔들, 홍천기)에서 2번 모두 임금 역을 맡았다.
- 김유정은 정은궐 원작 드라마(해를 품은 달, 홍천기)에서 2번 모두 여주인공 역을 맡았다.
- 정은궐의 작품은 지상파 3사 모두에서 드라마로 방영되었다.(성균관 스캔들(KBS2-2010), 해를 품은 달(MBC-2012), 홍천기(SBS-2021))
- 《해를 품은 달》에 성조대왕과 양명군이 등장하는데, 드라마 《홍천기》에도 성조대왕과 양명대군이 등장한다.
- 《성균관 스캔들》과 《홍천기》의 첫 방송일은 8월 30일로 같다.